# Club Atlético Benavente Fútbol Sala
El Club Atlético Benavente Fútbol Sala, conocido por motivos de patrocinio como Caja Rural Atlético Benavente FS, es un club de fútbol sala fundado en 1999 en Benavente, España. Actualmente juega en Segunda División B. El club cuenta con una gran afición, siendo el más representativo de esta ciudad zamorana.
Después de varios años en Segunda División B, obtiene el título de liga y el ascenso mediante playoff frente al CD Otxartabe en la temporada 2019-20. En la temporada 2020-2021 compitió en Segunda División Nacional quedando entre los 4 primeros del Subgrupo 1A, lo que le dio acceso a disputar la 2.ª fase de la temporada en la que tenían posibilidades de clasificarse para los Play-Off de ascenso a Primera División Nacional. Finalmente no logró clasificarse entre los 4 mejores de Segunda División Nacional, pero consiguió la permanencia para disputar la próxima temporada en la división de plata del fútbol sala español, siendo este un hito histórico en la primera temporada que disputa en la élite del futsal.

## Plantilla 2021-22
|    | Nac.              | Nombre                 | Apodo deportivo | Posición  |
| -- | ----------------- | ---------------------- | --------------- | --------- |
| 1  | Bandera de España | Imanol Chávez Darias   | IMA             | Portero   |
| 15 | Bandera de España | Daniel Simón Lobo      | DANI SIMÓN      | Portero   |
| 13 | Bandera de España | Tomás Santiago Marcos  | TOMY            | Portero   |
| 2  | Bandera de España | Fernando Blanco Oviedo | DILIN           | Cierre    |
| 4  | Bandera de España | Francisco López Viejo  | FRAN            | Cierre    |
| 8  | Bandera de España | Sergio Simón Lobo      | SERGIO SIMÓN    | Cierre    |
| 5  | Bandera de España | Aitor Blanco Hernández | AITOR           | Ala       |
| 6  | Bandera de España | David Novoa del Hoyo   | NOVOA           | Ala       |
| 11 | Bandera de España | Jesús Preciado Sánchez | JESÚS PRECIADO  | Ala       |
| 12 | Bandera de España | Brian Niebla Méndez    | BRIAN           | Ala       |
| 3  | Bandera de España | Daniel Martín Bernal   | DANI MARTIN     | Ala-pívot |
| 9  | Bandera de España | Iván de Uña Feliz      | MALAGUTI        | Ala-Pívot |
| 7  | Bandera de España | Pablo Ibarra Fuertes   | P. IBARRA       | Pívot     |
| 10 | Bandera de España | Carlos Muñiz Seisdedos | CHARLIE         | Pívot     |
| 14 | Bandera de España | Daniel Aranda Trenas   | DANI ARANDA     | Pívot     |

Entrenador:  José María Sánchez Gil - Chema Sánchez

## Palmarés
- Segunda División B (2): (2018-19), (2019-2020)[3]
- Tercera División (2): (2008-09), (2014-15)